# Rolschaatsclub Dordt
Il Rolschaatsclub Dordt è un club di hockey su pista avente sede a Dordrecht nei Paesi Bassi.

## Palmarès

### Titoli nazionali
- Campionato olandese: 2
  - 1971, 1972